# 長尾当長
- 長尾 当長
- 長尾 當長

長尾 当長（ながお まさなが）は、戦国時代の武将。足利長尾氏当主。永禄4年（1561年）12月以降、景長と名乗った。
通称は新五郎。官職は但馬守。

## 略歴
大永7年（1527年）、長尾憲長の二男として誕生。
父・長尾憲長の跡を受け家督を継ぐ。はじめ、関東管領・上杉憲當（憲政）から偏諱を受け當長（当長）と名乗った。関東管領家の家宰として活躍して足利藤氏の元服の際、但馬守となった。だが、憲当が、後北条氏に圧迫されるように関東から撤退すると、関東管領家家宰職も事実上消滅し、当長も北条氏康に降る。
永禄3年（1560年）にいったん出家して「禅昌」と名乗るが、同年11月には再び還俗して「當長（当長）」に名を戻す。。
同4年（1561年）3月、上杉憲政が家督や関東管領職等を長尾景虎（上杉謙信）に譲ると、景虎より偏諱を受けて、祖父・長尾景長と同じく「景長」を名乗ったと推測される。やがて上杉政虎と改名した景虎が関東出兵に乗り出すと、同じ長尾氏としてこれを支援する。
永禄5年（1562年）2月、上杉（謙信）勢が赤井氏の館林城を落とすと、同月末、景長（当長）はこの城を預けられた。また、赤井氏の支配領域であった上野国邑楽郡は、景長と小泉城城主・富岡重朝に二分された。赤井氏の配下にあった土豪も長尾氏に吸収された。
政虎が後北条氏を圧迫し、後に越相同盟まで結ぶようになると、上杉・北条両家の軍事的・外交的な折衝に当たった。
永禄12年（1569年）7月15日、死去。43歳。法名は心通禅空大居士。心通院（足利市）に宝篋印塔がある。
景長の死後は婿養子・顕長が跡を継いだ。館林城は同じく婿であった広田直繁に与えられたようである。また、男子に北条氏政から偏諱を受けたとされる長尾政長（読みは当長と同じ）がいたとされるが、顕長が跡を継いでいることから早世したものと考えられる。